# Karl-Rune Samuelson
Karl-Rune Samuelson, född 22 mars 1927 i Göteborg, död 2 januari 2022 i Uppsala, var en svensk civiljägmästare. Han tog civiljägmästarexamen 1953 och var chef för Institutet för skogsförbättring (från 1967). Han invaldes 1973 som ledamot av Skogs- och Lantbruksakademien.